# 선형 결합
선형 결합(線型 結合, linear combination) 또는 일차 결합(一次 結合)은 수학에서 각 항에 상수를 곱하고 결과를 더함으로써 일련의 항으로 구성된 표현식이다(예: x와 y의 선형 결합은 ax + by 형식인데 여기서 a와 b는 상수이다). 선형 결합의 개념은 선형대수학과 수학 관련 분야의 중심이다. 이 글의 대부분은 체 위의 벡터 공간의 맥락에서 선형 결합을 다루며 글의 끝에 주어진 일부 일반화를 다룬다.

## 정의
V를 체 K 위의 벡터 공간이 되도록 한다. 우리는 평소와 같이 V 벡터 공간의 원소를 부르고 K 스칼라의 원소를 부른다. 만약 v1,...,vn이 벡터이고 a1,...,an이 스칼라인 경우에는 해당 스칼라와 계수의 선형 결합은 {\displaystyle a_{1}\mathbf {v} _{1}+a_{2}\mathbf {v} _{2}+a_{3}\mathbf {v} _{3}+\cdots +a_{n}\mathbf {v} _{n}}이라고 표현한다.
"선형 결합"이라는 용어가 표현식을 참조하는지 또는 그 값을 참조하는지 여부에 대해서는 다소 애매한 점이 있다. 대부분의 경우 "v1,...,vn은 항상 하위 공간을 형성한다"는 주장에서처럼 값이 강조된다. 그러나 "두 개의 서로 다른 선형 결합이 동일한 값을 가질 수 있다"고 말할 수 있으며 이 경우에는 표현식에 대한 참조가 된다. 이러한 용도들 사이의 미묘한 차이는 선형 종속 집합의 본질이다. 벡터족 F는 값으로서 F의 벡터의 선형 결합이 고유하게 식과 같은 경우 정확하게 선형 독립적이다. 어떤 경우든 표현식으로 볼 때조차 선형 결합에 대해 중요한 것은 각 vi의 계수 뿐이다. 항을 허용하거나 영점 계수를 갖는 항을 추가하는 것과 같은 사소한 수정은 뚜렷한 선형 결합을 생성하지 않는다.
주어진 상황에서 K와 V는 명시적으로 지정되거나 문맥상 명백할 수 있다. 이 경우 우리는 종종 계수 v1,...,vn의 선형 결합(반드시 K에 속해야 한다는 점 제외)을 언급한다. 또는 S가 V의 부분집합인 경우 벡터가 집합 S에 속해야 한다는 점을 제외하고 계수와 벡터가 모두 지정되지 않은 S에서 벡터의 선형 결합에 대해 말할 수 있다. 마지막으로 우리는 벡터가 V에 속해야 하고 계수가 K에 속해야 한다는 것을 제외하면 아무것도 지정되지 않은 선형 결합에 대해 간단히 말할 수 있다. 이 경우 V의 모든 벡터는 확실히 어떤 선형 결합의 값이기 때문에 한 가지는 아마도 식을 참조할 것이다.
선형 결합은 정의상 매우 많은 벡터만 포함한다(아래와 같이 언급된 일반화인 경우는 제외). 그러나 벡터가 하나를 언급할 경우에는 추출된 집합 S는 여전히 무한할 수 있다. 각각의 개별 선형 결합은 단지 많은 벡터를 포함할 뿐이다. 또한 n이 0이 될 수 없는 이유는 없다. 이 경우 우리는 관례에 따라 선형 결합의 결과가 V의 제로 벡터(zero vector)라고 선언한다.

## 선형생성
임의의 체 K, 임의의 벡터 공간 V를 사용하고 v1,...,vn을 벡터(V 단위)로 설정합니다. 이러한 벡터의 모든 선형 결합 집합을 고려하는 것은 흥미로운 편이다. 이 집합을 벡터의 선형생성(예: S = {v1, ..., vn})이라고 부른다. 우리는 S의 생성 범위인 span(S) 또는 sp(S)를 다음과 같이 표현한다.
{\displaystyle \operatorname {span} (\mathbf {v} _{1},\ldots ,\mathbf {v} _{n}):=\{a_{1}\mathbf {v} _{1}+\cdots +a_{n}\mathbf {v} _{n}:a_{1},\ldots ,a_{n}\in K\}}

## 선형 독립
일부 벡터 v1,...,vn의 경우 단일 벡터는 2 가지 다른 방법으로 선형 결합으로 쓸 수 있다.
{\displaystyle \mathbf {v} =\sum _{i}a_{i}\mathbf {v} _{i}=\sum _{i}b_{i}\mathbf {v} _{i}{\text{ where }}a_{i}\neq b_{i}.}
이와 마찬가지로 ({\displaystyle c_{i}:=a_{i}-b_{i}})를 빼면 중요하지 않은 결합은 영점이 된다.
{\displaystyle \mathbf {0} =\sum _{i}c_{i}\mathbf {v} _{i}.}
이 경우 v1,...,vn는 선형 종속이 되지만 그렇지 않으면 선형 독립(일차 독립 집합)이라고 부른다. 마찬가지로 우리는 벡터의 임의 집합 S의 선형 종속 또는 독립에 대해 말할 수 있다.
S가 선형 독립적이고 S의 범위가 V와 같으면 S는 V의 기저가 된다.

## 다양한 종류의 선형 결합
선형 결합에 사용되는 계수를 제한함으로써 아핀 결합, 원뿔 결합 및 볼록 결합의 관련 개념과 이러한 연산에 따라 닫힌 집합의 관련 개념을 정의할 수 있다.
| 결합 유형 | 계수 제한                                                 | 집합 이름      | 공간의 모델                      |
| --------- | --------------------------------------------------------- | -------------- | -------------------------------- |
| 선형 결합 | 제한 없음                                                 | 벡터 부분 공간 | {\displaystyle \mathbf {R} ^{n}} |
| 아핀 결합 | {\textstyle \sum a_{i}=1}                                 | 아핀 부분 공간 | 아핀 초평면                      |
| 원뿔 결합 | {\displaystyle a_{i}\geq 0}                               | 볼록 원뿔      | 사분면, 팔분원, 사분면           |
| 볼록 결합 | {\displaystyle a_{i}\geq 0} and {\textstyle \sum a_{i}=1} | 볼록 집합      | 단체                             |

이들은 보다 제한된 연산이기 때문에 더 많은 부분집합들이 그들 아래쪽에서 닫힐 것이기 때문에 아핀 부분집합, 볼록 원뿔, 볼록 집합은 벡터 하위 공간의 일반화이다. 또한 벡터 부분공간은 아핀 부분 공간, 볼록 원뿔, 볼록 집합이지만 볼록 집합은 벡터 하위 공간, 아핀 또는 볼록 원뿔일 필요가 없다.
이러한 개념은 물체의 특정한 선형 결합을 취할 수 있을 때에 종종 발생하지만 어떤 것도 발생하지 않는다. 예를 들어 확률 분포는 볼록 결합(볼록 집합을 형성함)에서는 닫히지만 원뿔 또는 아핀 결합(또는 선형)에서는 닫히지 않으며 양의 측정은 원뿔 결합에서는 닫히지만 아핀 또는 선형은 되지 않는다. 따라서 하나의 정의라고 표현할 수 있는데 선형 폐쇄로 서명된 측정값을 나타냅니다.
선형 및 아핀 결합은 모든 체(또는 환)에 대해 정의될 수 있지만 원뿔 및 볼록 결합은 "양수"의 개념을 필요로 하므로 정렬된 체(또는 정렬된 환), 일반적으로 실수에 대해서만 정의될 수 있다. 덧셈이 아니라 스칼라 곱셈만 허용하면(꼭 볼록하지는 않은) 원뿔을 얻을 수 있다. 종종 양수인 스칼라에 의한 곱셈만 허용하도록 정의를 제한한다. 이러한 모든 개념은 일반적으로 독립적으로 공리화되기 보다는 주변 벡터 공간의 부분 집합(아핀 공간, "원점을 잊은 벡터 공간"이라고도 간주되는 공간 제외)으로 정의된다.

## 일반화
V가 위상 벡터 공간이라면 V의 위상수학을 사용하여 특정 무한 선형 결합을 이해할 수 있는 방법이 있을 수 있다. 예를 들어 우리는 a1v1 + a2v2 + a3v3 + ⋯가 영원하다고 말할 수 있다. 그러한 무한 선형 결합은 항상 이치에 맞는 것은 아니다. 우리는 이 결합을 융합이라고 부른다. 이 경우 더 많은 선형 결합을 허용하면 생성, 선형 독립 및 기저의 다른 개념으로 이어질 수도 있다.
만약 K가 체 대신에 가환환이라면 선형 결합에 대해 위에서 말한 모든 것은 변하지 않고 이 경우에 일반화된다. 유일한 차이점은 벡터 공간 대신에 이러한 V 가군과 같은 공간을 부른다는 것이다. K가 비가환환인 경우에도 개념은 여전히 일반화되며 한 가지 주의 사항은 다음과 같다. 비가환환 위에 있는 모듈들은 왼쪽과 오른쪽 버전으로 나오기 때문에 선형 결합은 주어진 모듈에 적절한 어떤 것이든 이러한 버전들 가운데 하나에서도 나올 수 있다. 이는 단순히 스칼라 곱셈을 올바른 측면에서 수행하는 문제이다.
더 복잡한 반전은 V가 KL과 KR 2개의 환 위에 있는 쌍가군일 때에 발생한다. 이 경우에 가장 일반적인 선형 결합은 다음과 같다.
{\displaystyle a_{1}\mathbf {v} _{1}b_{1}+\cdots +a_{n}\mathbf {v} _{n}b_{n}}
여기서 a1,...,an은 KL, b1,...,bn은 KR, v1,…,vn은 V에 속한다.

## 참고 문헌

### 교과서
- Axler, Sheldon Jay (2015년). 《Linear Algebra Done Right》 3판. Springer. ISBN 978-3-319-11079-0.
- Katznelson, Yitzhak; Katznelson, Yonatan R. (2008년). 《A (Terse) Introduction to Linear Algebra》. American Mathematical Society. ISBN 978-0-8218-4419-9.
- Lay, David C.; Lay, Steven R.; McDonald, Judi J. (2016년). 《Linear Algebra and its Applications》 5판. Pearson. ISBN 978-0-321-98238-4.
- Strang, Gilbert (2016년). 《Introduction to Linear Algebra》 5판. Wellesley Cambridge Press. ISBN 978-0-9802327-7-6.

### 웹
- “Linear Combinations”. 《nLab》. 2015년 10월 27일. 2021년 2월 16일에 확인함.